# Pattantyús-Ábrahám Márton
Danczkai Pattantyús-Ábrahám Márton (Zilah, 1857. február 2. – Trencsén, 1932. július 14.) orvos, turista.

## Családja
Az erdélyi örmény Ábrahám (korábban Tákeszián) család leszármazottja.   
Szülei: Pattantyús-Ábrahám Antal (1825–1869) és K. Papp Mária (1836–1875) voltak. Felesége, Pöschl Ilona (1864–1950) volt. Öt gyermekük született: 
Pattantyús-Ábrahám Géza (1885–1956), Pattantyús-Ábrahám Márton (1887–1915), Pattantyús-Ábrahám Endre (1888–1921), Pattantyús-Ábrahám Imre (1891–1956) és Pattantyús-Ábrahám Erzsébet (1895–1970).

## Életpályája
1882-ben orvosi diplomát szerzett Budapesten. Eleinte bányaorvosként dolgozott Selmecbányán. 1889–1923 között az Illavai Országos Fegyintézet főorvosa volt. 1891-ben az MKE Budapesti osztály választmányi tagja volt. 1892–1898 között a Magyar Turista Egyesület Vágvölgyi osztályának ügyvivő alelnöke volt. 1911–1918 között a Magyar Turista Egyesület választmányi tagja volt. 1917-től az MTSZ mentés és vezetésügyi bizottság tagja volt.
Sokat tett a gümőkór elleni küzdelem érdekében: Trencsén vármegyében védekező egyesületet, kórházat létesített. Vezetése mellett épültek a Komlóhegy és a Kis-Kriván turista menedékházai.